# 幸運13
《幸運13》（英語：Lucky 13）是2005年Chris Hall導演的浪漫喜劇。由Brad Hunt，哈蘭·威廉斯，Lauren Graham，萨莎·亚历山大，Debra Jo Rupp，John Doe，凯莉·库柯，塔琳·曼寧等主演。